# Administrativní dělení Ciudad de México

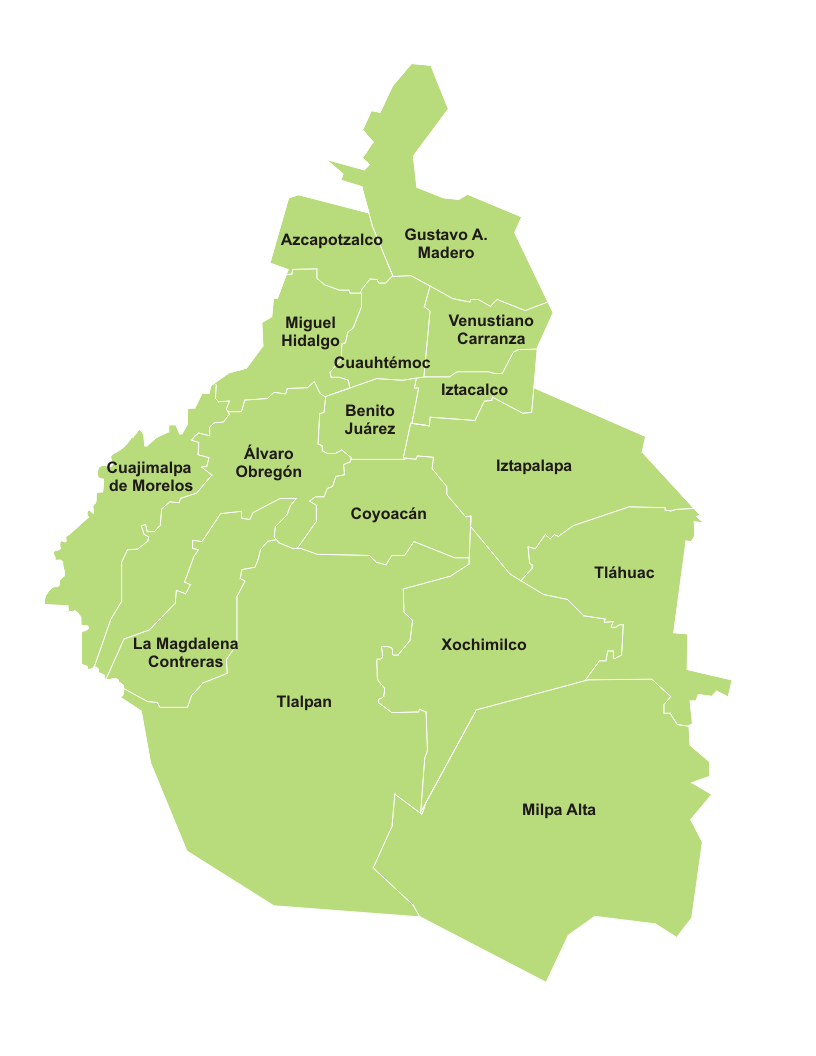
mapa územně-administrativních celků mexického federálního distriktu

Mexické hlavní město - Ciudad de México - sestává z 16 územně-administrativních celků. Jejich španělský název je Alcaldía, v češtině můžeme použít výrazů jako městská část, obvod či zastoupitelství. V roce 2020 žilo v těchto 16 městských obvodech 9 209 944 osob. Městská zástavba však plynule pokračuje za hranice Ciudad de México na území sousedního státu México. Metropolitní oblast Valle de México, která zahrnuje kromě samotného hlavního mexického města ještě 60 dalších obcí, čítala v roce 2020 více než 21 miliónů osob.

## Přehled obvodů
| kód | městský obvod (delegación) | populace (2020) | rozloha     | hustota zalidnění (obyv./km²) |
| --- | -------------------------- | --------------- | ----------- | ----------------------------- |
| 02  | Azcapotzalco               | 432 205 osob    | 33,5 km²    | 12 902 os./km²                |
| 03  | Coyoacán                   | 614 447 osob    | 53,9 km²    | 11 400 os./km²                |
| 04  | Cuajimalpa de Morelos      | 217 686 osob    | 71,5 km²    | 3 045 os./km²                 |
| 05  | Gustavo A. Madero          | 1 173 351 osob  | 87,9 km²    | 13 349 os./km²                |
| 06  | Iztacalco                  | 404 695 osob    | 23,1 km²    | 17 519 os./km²                |
| 07  | Iztapalapa                 | 1 835 486 osob  | 113,2 km²   | 16 215 os./km²                |
| 08  | La Magdalena Contreras     | 247 622 osob    | 63,4 km²    | 3 906 os./km²                 |
| 09  | Milpa Alta                 | 152 685 osob    | 298,2 km²   | 512 os./km²                   |
| 10  | Álvaro Obregón             | 759 137 osob    | 95,9 km²    | 7 916 os./km²                 |
| 11  | Tláhuac                    | 392 313 osob    | 85,9 km²    | 4 567 os./km²                 |
| 12  | Tlalpan                    | 699 928 osob    | 314,5 km²   | 2 226 os./km²                 |
| 13  | Xochimilco                 | 442 178 osob    | 114,1 km²   | 3 875 os./km²                 |
| 14  | Benito Juárez              | 434 153 osob    | 26,7 km²    | 16 260 os./km²                |
| 15  | Cuauhtémoc                 | 545 884 osob    | 32,5 km²    | 16 796 os./km²                |
| 16  | Miguel Hidalgo             | 414 470 osob    | 46,4 km²    | 8 933 os./km²                 |
| 17  | Venustiano Carranza        | 443 704 osob    | 33,9 km²    | 13 089 os./km²                |
|     | Ciudad de México CELKEM    | 9 209 944 osob  | 1 494,6 km² | 6 162 os./km²                 |